# Gunnar Eisold

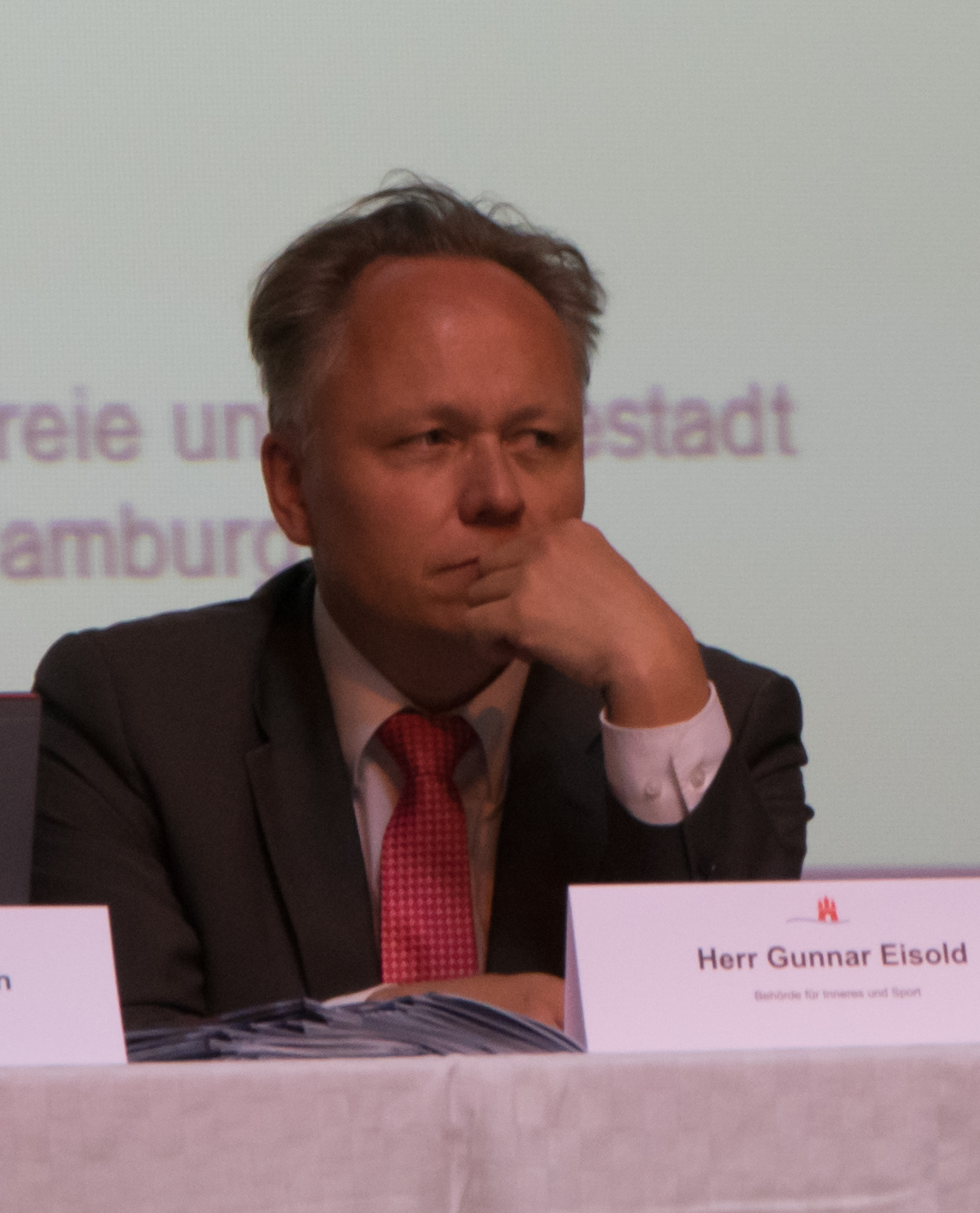
Gunnar Eisold, 2015

 Gunnar Eisold (* 24. Juni 1965 in Hamburg) ist ein deutscher Politiker der SPD. Von 2008 bis 2015 war er Mitglied der Hamburgischen Bürgerschaft.

## Leben und Beruf
Gunnar Eisold wuchs in Hamburg-Volksdorf auf, besucht von 1971 bis 1975 die Grundschule Im Allhorn und von 1975 bis 1984 das Walddörfer-Gymnasium, welches er mit dem Abitur beendete. Von 1985 bis 1986 leistete er seinen Zivildienst in der Evangelisch-Lutherischen Kirchengemeinde Hamburg-Farmsen ab. Von 1986 bis 1993 absolvierte er ein Studium der Theaterwissenschaft, Germanistik und Geschichte an den Universitäten in Wien und Hamburg und schloss dieses mit Magisterabschluss in Neuerer Geschichte ab. 1994 wurde er wissenschaftlicher Referent von Bürgerschaftsabgeordneten und ist seit 1995 Angestellter des Einwohner-Zentralamtes der Behörde für Inneres. Er ist geschieden und hat einen Sohn.

## Politik
Gunnar Eisold war Mitglied bei der SPD Jugendorganisation Jusos. Von 1997 bis zu seiner Wahl in die Bürgerschaft 2008 war er Mitglied der Bezirksversammlung Hamburg-Nord. Dort war er stellvertretender Vorsitzender der SPD-Fraktion und war Mitglied im Haushalts- und Wirtschaftsausschuss. Zudem war er Mitglied im Ortsausschuss Fuhlsbüttel-Langenhorn und in der Fluglärmschutzkommission.
Im Februar 2008 konnte er bei der Bürgerschaftswahl über den Wahlkreis Fuhlsbüttel – Alsterdorf – Langenhorn als Abgeordneter in die Hamburgische Bürgerschaft einziehen. Er saß für seine Fraktion im Familien-, Kinder- und Jugendausschuss sowie im Stadtentwicklungsausschuss. Bei der Bürgerschaftswahl 2011 verteidigte er sein Wahlkreismandat. Bei der Bürgerschaftswahl 2015 kandidierte er auf Platz 44 der SPD-Landesliste, erlangte jedoch kein Mandat.